# Gregorovce
Gregorovce est un village de Slovaquie situé dans la région de Prešov.

## Histoire
Première mention écrite du village en 1248.

## Démographie

### Évolution de la population
| Année:               | 1994. | 2004.   | 2014.   | 2024.    |
| -------------------- | ----- | ------- | ------- | -------- |
| Nombre de personnes: | 735   | 781     | 823     | 941      |
| Différence:          |       | +6,25 % | +5,37 % | +14,33 % |

| Année:               | 2023. | 2024.   |
| -------------------- | ----- | ------- |
| Nombre de personnes: | 935   | 941     |
| Différence:          |       | +0,64 % |